# Odin (1788)
Lo HDMS Odin è stato un vascello in servizio tra il 1791 e il 1807 nella Reale Marina dei Regni di Danimarca e Norvegia, e tra il 1807 e il 1825 nella Royal Navy britannica.

## Storia
Settima unità delle 11 appartenenti alla classe Prindsesse Sophia Frederica progettata dall'ingegnere navale Henrik Gerner (1742-1787), il vascello da 74 cannoni Odin fu impostato presso il cantiere navale di Copenaghen il 7 aprile 1787, varato il 26 aprile 1788, completato nel 1789, ed entrò in servizio attivo nel 1791.
Fu catturato dalla Royal Navy dopo la battaglia di Copenaghen il 7 settembre 1807, e trasferita in Gran Bretagna. Arrivata a Portsmouth il 5 dicembre dello stesso anno venne disalberata, e la sua immissione in servizio attivo non venne mai presa in esame. All'atto della cattura l'armamento era composto da 28 cannoni da 32 libbre, 28 da 18 libbre, 6 da 12 libbre,  12 carronate da 32 libbre e 6 da 18 libbre. Trasformata in nave prigione tra il dicembre 1810 e il febbraio 1811, prestò servizio a Portsmouth. L'unità fu radiata nel 1825 e venduta, per la cifra di 3.000 sterline, a Joshua Crystal il 20 aprile dello stesso anno venendo subito demolita a Rotherhithe.

### Fonti
1. 1 2 3 4 5  Lyon, Winfield 2004, p. 48.
2. 1 2  Tree Decks.
3. 1 2 3 4  Tree Decks.